# Elizabeth Mary Palmer

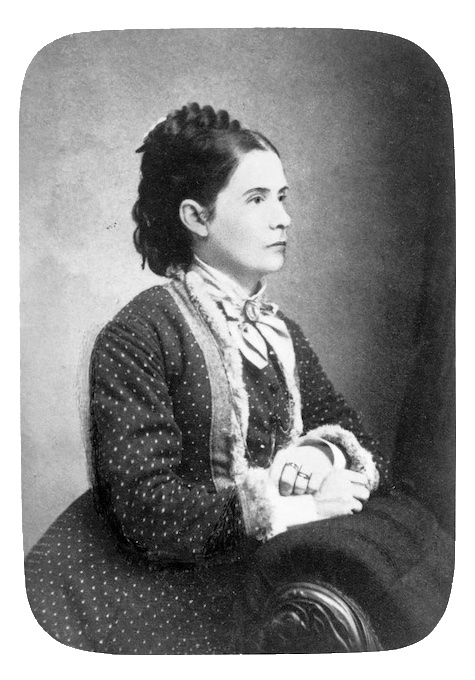
Elizabeth Mary Palmer
(in den 1860er Jahren entstanden)

Elizabeth Mary Palmer (* 3. November 1832 in Bramford der Grafschaft Suffolk, England; † 31. Mai 1897 in Wellington, Neuseeland) war eine neuseeländische Musik- und Gesangslehrerin, Interpretin, Komponistin und Konzertveranstalterin.

## Frühes Leben
Elizabeth Mary Naylor wurde am 3. November 1832 als Tochter von Elizabeth Caroline Smith und dem Pfarrer George Naylor in Bramford in der Grafschaft Suffolk geboren. Ihre Familie entstammte dem Landadel. Über ihre Kindheit und Schulbildung ist außer, dass sie eine exzellente Ausbildung im Bereich der Musik erhielt, nichts bekannt.
Am 31. Mai 1853 heiratete sie mit George Palmer den Sohn eines Bauern in London.

## Neuseeland
1856 emigrierte sie mit ihrem Mann, einer Tochter, ihrem Bruder und dessen Familie nach Neuseeland, wo sie am 6. Oktober 1856 auf dem Schoner Cresswell Nelson erreichten. Während der Reise gebar sie einen Sohn und in Neuseeland bekam sie weitere sieben Jungen und vier Mädchen, von denen zwei im Säuglingsalter starben. Die Familie lebte in finanzieller Not. Sobald ihre Kinder etwas älter waren, sodass sie im Haushalt mithelfen konnten, inserierte sie 1871 in der Zeitung, dass sie als Musik- und Gesangslehrerin in ihrem Haus in der Waimea Street in Nelson Unterricht geben würde. Auch trat sie als Organisatorin von Theateraufführungen und Musikabenden, vorwiegend mit Amateurbesetzungen, in Erscheinung.
Elizabeth gab zusammen mit dem in Schweden geborenen Geiger Andrew Norberg Konzerte in Picton und Blenheim, wo auch ihre Tochter Alice als Sängerin und Pianistin in der Regel teilnahm. 1876 gab sie Konzerte in Wellington und später in Wairarapa, wo sich die Familie jeweils niederließ. Auch in Masterton gab sie Konzerte, unterrichtete an der Clareville School und gab Gesangsunterricht. Elizabeth wurde Grundbesitzerin in Clareville in der Nähe von Carterton, was für Frauen in dieser Zeit recht ungewöhnlich war.
Elizabeth schrieb ein Musikstück, „Twas only a dream“, das sie 1884 veröffentlichte und in Neuseeland bekannt wurde. Auch war sie weiterhin als Musikerin tätig. Später zog Elizabeth nach Wellington, wo ihr eine größere Bühne zur Verfügung stand. Dort blieb sie weiterhin als Lehrerin tätig, und in ihren Konzerten traten nun damals bekannte Sänger, wie der Tenor E. J. Hill und der Bariton John Prouse mit auf. Als sie 1889 eine ihrer verheirateten Töchter besuchte, gab sie in Dunedin erfolgreiche Konzerte.
In den frühen 1890er Jahren stellte Elizabeth Mary Palmer ihre Konzerttätigkeit aufgrund ihrer schlechter werdenden Gesundheit allmählich ein. Als einer ihrer Söhne bei einem Schießunfall ums Leben kam und ihr Mann im Jahr darauf, am 30. April 1896 verstarb, überlebte sie die beiden Schicksalsschläge nicht lange und verstarb selbst am 31. Mai 1897 in Wellington.

## Werke
- 1884 – Musik- und Gesangsstück Twas only a dream[2]